# Therion
Therion je švédská metalová kapela založená roku 1987 Christoferem Johnssonem. Její jméno pochází z řeckého therion (θηρίον), což znamená šelma ve smyslu biblické Apokalypsy; Johnsson je převzal z názvu alba švýcarské black metalové kapely Celtic Frost To Mega Therion (velká šelma; spojení se přímo v Bibli nevyskytuje, ale používal ho Aleister Crowley).
Původně skupina hrála death metal, avšak později začala do své hudby přimíchávat i orchestrální prvky v podobě chórů a klasické hudby, což postupně vedlo až ke změně v kapelu symfonicko-metalovou. S tím souvisí i řada změn v obsazení kapely.
Hudba Therionu je inspirována mytologiemi, okultismem, magií a tradicemi; texty píše většinou Thomas Karlsson, zakladatel a vůdce magického řádu Dragon Rouge, jehož je Johnsson členem.

## Historie skupiny

### Počátky: Blitzkrieg a Megatherion (1987–1989)
Therion byl původně založen pod jménem Blitzkrieg v Upplands Väsby ve Švédsku. Zakladatel Christofer Johnsson byl původně zpěvákem a basistou, ačkoliv na tento nástroj hrál pouze několik měsíců v průběhu utváření kapely. K němu se přidali kytarista Peter Hanson s kterým se znal z dřívějška z několika hudebních skupin a bubeník Oskar Forss, Johnssonův kamarád ze školních let.
Vzory Blitzkriegu byli Metallica a Slayer, nicméně jeho hudba se podobala též skupinám Venom a Motörhead. Blitzkrieg nevydal žádné demo, pouze uspořádal 2 koncerty, než se v roce 1988 rozpadl. Zachovalo se pouze několik nahrávek.
Johnsson se však nevzdal, přešel na kytaru a za vzor si zvolil švýcarskou kapelu Celtic Frost a pod novým jménem MegaTherion se mu podařilo seskupit původní formaci. Jméno bylo později zkráceno na Therion. Johnsson se následně rozhodl zaměřit pouze na zpěv a kytaru a tak do skupiny přibral basistu Erika Gustafssona z death metalové skupiny Dismember.

### Debut a první smlouva (1989–1993)
Skupina nahrála v roce 1989 dvě death metalová dema, Paroxysmal Holocaust (600 ks) a Beyond the Darkest Veils of Inner Wickedness (500 ks). Obě dema vyšla pouze na kazetách.
To zajistilo kapele dostatečnou pozornost pro jejich první EP, Time Shall Tell, což bylo technicky vzato sice stále jen demo, vydané lokálním obchodem v počtu 1 000 ks, avšak skupině přineslo jejich první nahrávací smlouvu s Deaf Records a následně vydání prvního alba Of Darkness....
Of Darkness… obsahovalo skladby které Johnsson napsal v osmdesátých letech, neboť ačkoliv měli již novější skladby, rozhodli se je ponechat až pro následující album. Na Of Darkness… může být pohlíženo jako na progressive death metalové album, neboť jeho obsah vykazuje znaky atypické pro soudobý death metal. Texty byly silně politické, ve stylu Napalm Death a dalších hardcore punkových kapel osmdesátých let. Skupina však příliš nevycházela s Deaf Records a protože smlouva byla pouze na jedno album, po jeho vydání došlo k přesunu k Active Records.

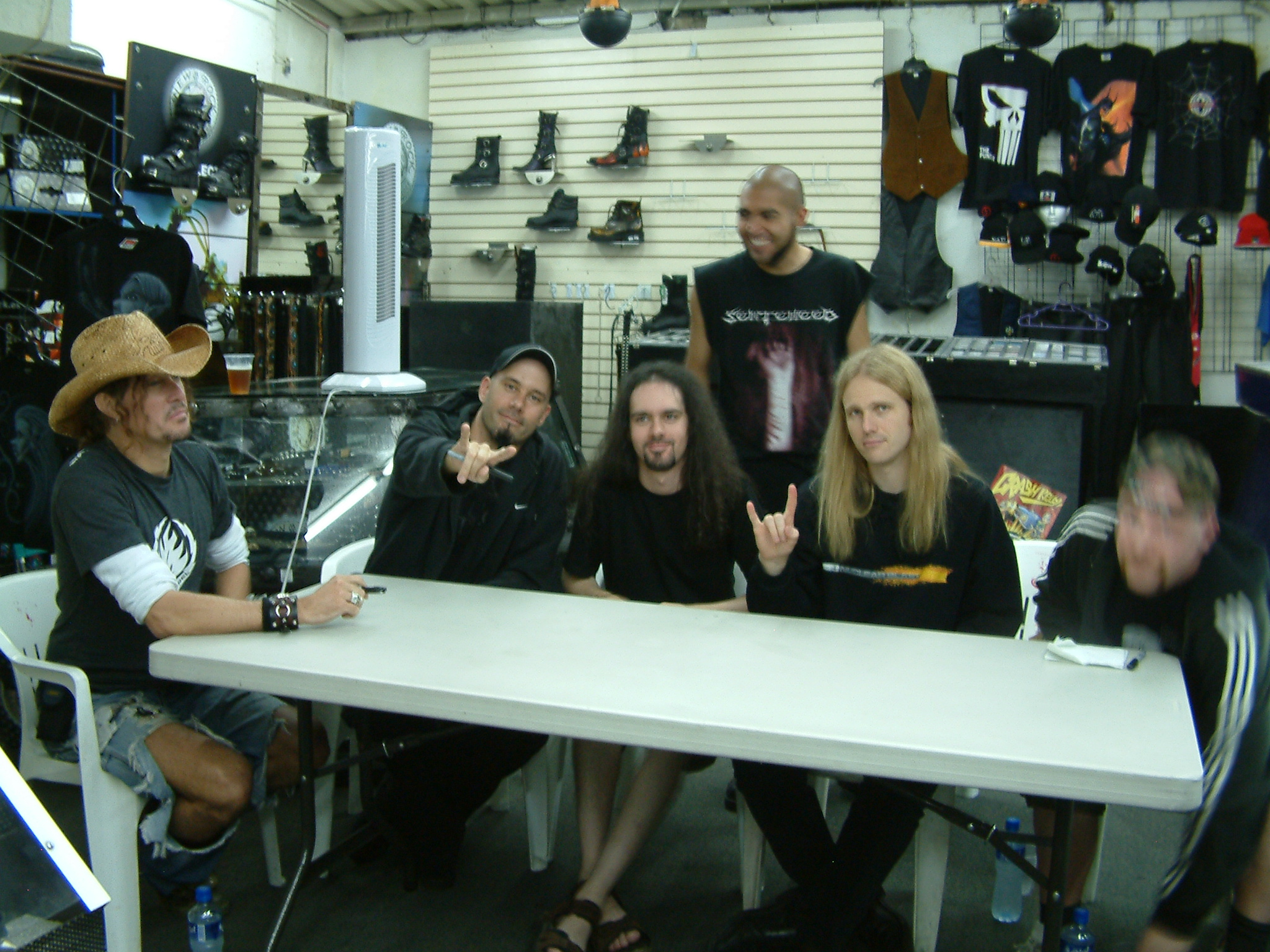
Therion

V roce 1992 začala skupina nahrávat druhé album Beyond Sanctorum. Erik Gustafsson byl nucen opustit kapelu a vrátit se domů do USA, ale skupina pokračovala jako trio s Hanssonem a Johnssonem coby basisty. Album se stalo velmi populární a získalo kapele první nabídky k jejich živému vystoupení ve střední Evropě. Na albu Beyond Sanctorum předvedli experimentálnější přístup k hudbě s lépe využitými možnostmi kláves a vokalistů, čímž získali nálepku experimentální death metalové kapely.
Po tomto albu stihlo skupinu několik problémů. Forss se rozhodl opustit skupinu, neboť očekávaje druhého potomka, životní styl a finanční situace kapely nevyhovovaly jeho odpovědnosti vůči rodině. Skupinu opustil kvůli zdravotním problémům i Hansson. Koncerty v Holandsku proto již byly hrány v nové sestavě. Piotr Wawrzeniuk, někdejší Johnssonův spoluhráč z kapely Carbonized, usedl za bubny, Andreas Wahl se chopil basy a Johnssonův kamarád ze školních let, Magnus Barthelsson zaujmul pozici kytaristy.

### The Miskolc Experience (2009)
V roce 2007 pořídila skupina v maďarském Miskolci záznam z vystoupení se symfonickým orchestrem, který vyšel v roce 2009 na 2CD a DVD. Pro vystoupení skupina nastudovala skladby od Richarda Wagnera, Antonína Dvořáka, Verdiho, Mozarta i vlastní skladby v úpravě pro orchestr.

### Sitra Ahra (2010)
4. června 2010 se ke kapele Therion připojil kytarista Christian Vidal, 15. července 2010 opustil kapelu Snowy Shaw, ale vrátil se zpět 25. srpna 2010. Album Sitra Ahra bylo uvedeno do prodeje 17. září, v prvním týdnu se prodalo v Americe 800 kopií. Turné k albu začalo v Buenos Aires v Argentině, součástí bylo 17denní turné po Jižní a Střední Americe. Další součástí bylo evropské turné od 29. října 2010 do 11. prosince 2010.

## Diskografie
- Of Darkness... (1991)
- Beyond Sanctorum (1992)
- Symphony Masses: Ho Drakon Ho Megas (1993)
- Lepaca Kliffoth (1995)
- Theli (1996)
- A'arab Zaraq - Lucid Dreaming (1997)
- Vovin (1998)
- Crowning of Atlantis (1999)
- Deggial (2000)
- Secret of the Runes (2001)
- Sirius B (2004)
- Lemuria (2004)
- Gothic Kabbalah (2007)
- The Miskolc Experience (live, 2009)
- Sitra Ahra (2010)
- Les Fleurs du Mal (2012)
- Beloved Antichrist (2018)
- Leviathan (2021)
- Leviathan II (2022)
- Leviathan III (2023)